# Meroscelisus opacus
Meroscelisus opacus är en skalbaggsart som beskrevs av Jean Baptiste Lucien Buquet 1860. Meroscelisus opacus ingår i släktet Meroscelisus och familjen långhorningar. Inga underarter finns listade i Catalogue of Life.